# Kummuru, Sorab
Kummuru là một làng thuộc tehsil Sorab, huyện Shimoga, bang Karnataka, Ấn Độ.